# Гертрінген
Гертрінген (нім. Gärtringen) — громада в Німеччині, знаходиться в землі Баден-Вюртемберг. Підпорядковується адміністративному округу Штутгарт. Входить до складу району Беблінген.
Площа — 20,21 км2. Населення становить 12 684 ос. (станом на 31 грудня 2020).